# Clifford Jarvis
Clifford Jarvis (26. října 1941 – 26. listopadu 1999) byl americký jazzový bubeník.

## Život a kariéra
Narodil se do hudební rodiny v Bostonu, kde také v padesátých letech studoval na Berklee College of Music. Jeho otec a děd byli trumpetisty. V roce 1959 se přestěhoval do New Yorku a již toho roku se účastnil nahrávání s trumpetistou Chetem Bakerem. V následujících letech pracoval s mnoha dalšími hudebníky, mezi něž patří například Archie Shepp, Freddie Hubbard, Sun Ra, Curtis Fuller, Yusef Lateef, Jackie McLean a Barry Harris. V osmdesátých letech se usadil v Anglii a následně spolupracoval s britskými hudebníky, jako například Harrym Beckettem a Courtneym Pinem. Zemřel v Londýně ve věku 58 let.